# Pablo Novak
Pablo Novak, nome d'arte di Pablo Novarro (Buenos Aires, 13 dicembre 1965), è un attore e cantante argentino.

## Biografia
Figlio di Chico Novarro, noto compositore e cantante argentino, ha studiato recitazione insieme a Joy Morris a New York e a Buenos Aires nei primi anni 90, Carlos Gandolfo, Luis Agustoni, Alejandra Boero negli anni 80 e invece gli studi musicali gli ha intrapresi con varie personalità musicali argentine. Ha iniziato la sua carriera nel 1986 partecipando al programma Ficciones e cantando la sigla dell'opera Movimiento de Partida diretta da Javier Daulte. Nello stesso anno è anche tra i protagonisti del film La notte delle matite spezzate dove interpreta Horacio Ungaro.
Nel 1988 ha pubblicato il suo primo album per l'etichetta discografica CBS, intitolato Pablo Novak e prodotto da Pedro Aznar. Nel 2004 pubblica il suo secondo lavoro in studio dal nome Escuchame per la Pelo Music. Nella sua carriera ha vinto un Premio Clarín ed è stato finalista al Festival di Viña del Mar.

## Filmografia (parziale)

### Cinema
- El juguete rabioso regia di J. M. Paoloantonio (1984)
- La notte delle matite spezzate (La noche de los lápices) diretto da Héctor Olivera (1986)
- El Profesor Punk diretto da Enrique Carreras (1988)
- Two to Tango diretto da Héctor Olivera (1989)
- Peperina diretto da Raúl de la Torre (1995)
- Campo de sangre diretto da Gabriel Arbós (1998)
- Solo un Angel diretto da Horacio Maldonado (2001)

### Televisione
- Ficciones (1986)
- De Fulanas y Menganas (1986)
- Tiempo Cumplido (1987)
- Los otros y nosotros (1989)
- Manuela (1991)
- Mi cuñado (1993)
- De poeta y de loco (1996)
- Sueltos (1996)
- Muñeca brava (1998-1999)
- Vulnerables (1999-2001)
- 1000 millones (2002)
- Amor mío (2005)
- Sólo un ángel (2005)
- Afectos especiales (2006)
- Chiquititas (2006)
- Sueña conmigo (2010-2011)
- Tiempo de pensar (1 episodio) (2011)
- Cata e i misteri della sfera (Señales del fin del mundo) (2013-2014)

## Teatro
- Los Invertidos, regia di Alberto Ure (1989-1991)
- Los `90 son Nuestros, regia di Carlos Gandolfo (1992)
- Hansel y Gretel, regia di Carlos Silveyra (2005)
- El príncipe feliz, regia di Gastón Cerana (2006)
- Pinocho, regia di Guillermo Calz (2008)